# Saturnino Dadam
Saturnino Dadam (Tijucas, 15 de novembro de 1936) é um advogado e político brasileiro.

## Vida
Filho de Romeu Dadam e de Virgínia T. Dadam, bacharelou-se em direito pela Faculdade de Direito de Santa Catarina, em 1961.

## Carreira
Foi prefeito municipal de São Domingos (1969 — 1973).
Foi deputado à Assembleia Legislativa de Santa Catarina na 8ª legislatura (1975 — 1979) e na 9ª legislatura (1979 — 1983), eleito pela Aliança Renovadora Nacional (ARENA).